# 漢德勒嶺
漢德勒嶺（英語：Handler Ridge）是南極洲的山嶺，位於維多利亞地的博克格雷溫克海岸，處於克羅爾冰川和特拉法爾加冰川之間，長20公里，屬於勝利山脈的一部分，美國地質調查局根據測量和該國海軍的空中照片繪入地圖，現時由南極條約體系管理。

## 外部連結
. . United States Geological Survey.   [2012-05-20].
72°30′S 167°0′E / 72.500°S 167.000°E